# Arranque con pinzas

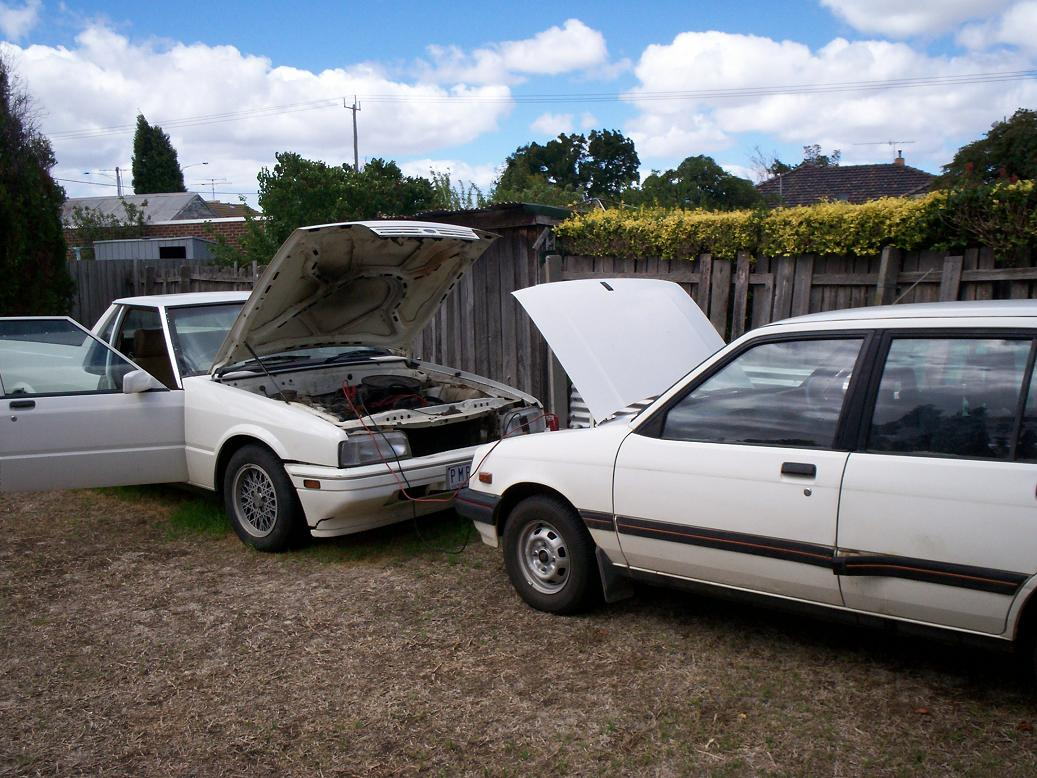
Efectuando un arranque con cables.

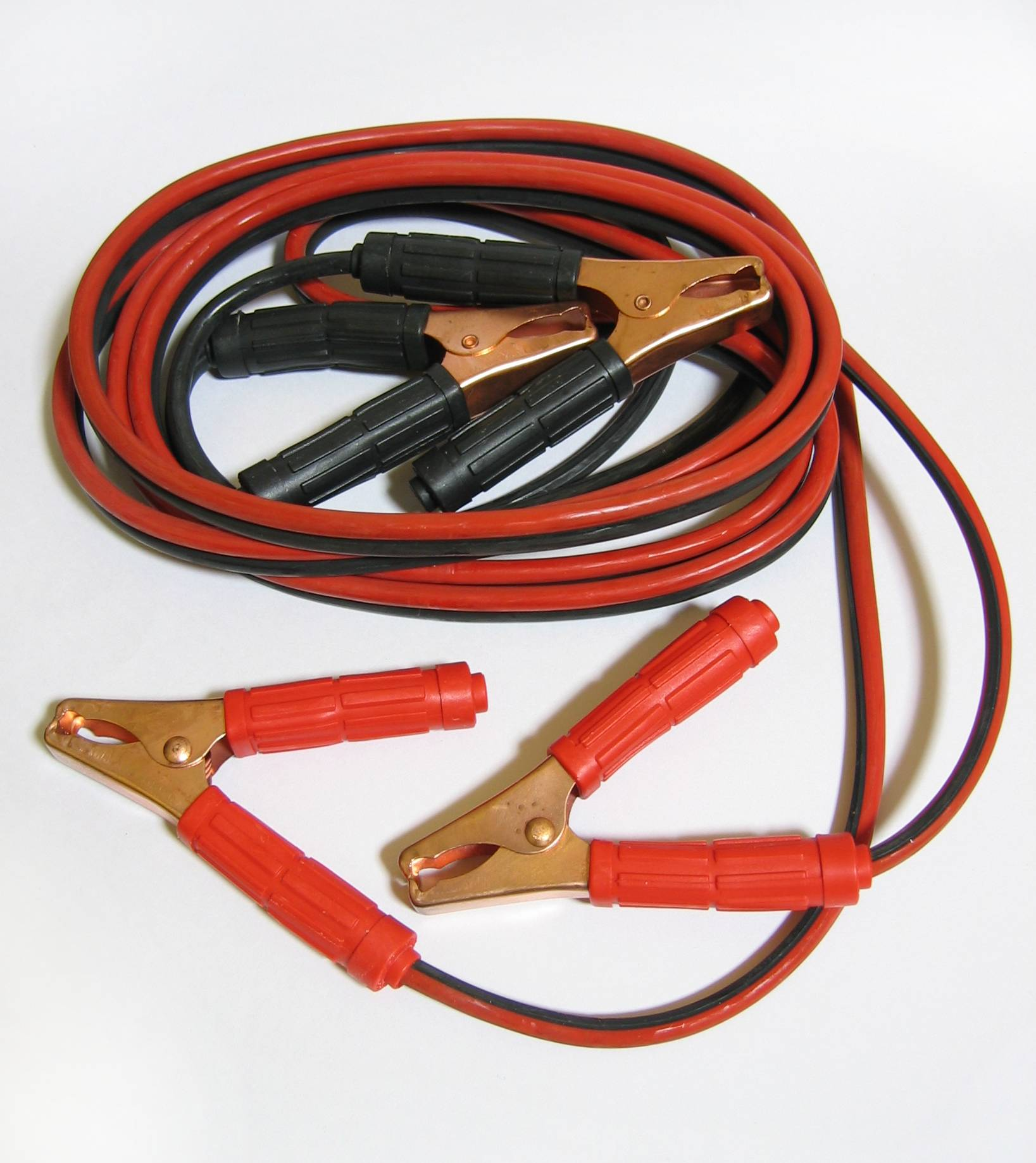
Cables de arranque.

El arranque con pinzas es un método de arrancar un automóvil u otro vehículo equipado con un motor de combustión interna cuando la batería se encuentra descargada. Una segunda batería, casi siempre montada en otro vehículo, entra en acción siendo conectada temporalmente para proporcionar potencia de arranque al vehículo incapacitado. Una vez que el motor del vehículo incapacitado está funcionando, su alternador o generador eléctrico debería recargar la batería gastada, por lo que la segunda batería puede ser desconectada.
La mayoría de automóviles hacen uso de una batería que eroga una diferencia de potencial de 12 voltios, cuya tensión hace funcionar un motor de arranque que pone en movimiento el motor de combustión interna. Cuando el motor está en funcionamiento, la corriente eléctrica de su alternador restablece la carga en la batería para prepararla para el siguiente arranque. Cuando la batería se encuentra plenamente descargada, como por ejemplo cuando se dejan los faros encendidos con el motor apagado durante mucho tiempo, el motor del coche no girará y por tanto, no arrancará.

## Cables de arranque

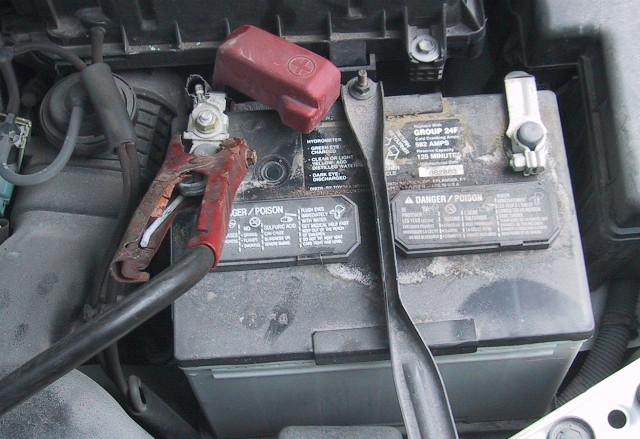
Cable de arranque conectado al borne positivo.

Muchos conductores transportan en su vehículo unos cables de arranque, que consisten en un par de cables de gran sección y aislados eléctricamente con pinzas de cocodrilo en cada extremo. Los cables de arranque están disponibles en varias longitudes. La sección de los conductores de cobre varía desde unos 5 mm² para equipos de bajo rendimiento hasta los 45 mm². Las pinzas de cocodrilo suelen estar distinguidas por colores, y protegidas por una capa de PVC aislante para prevenir cortocircuitos eléctricos. La mayoría de estas pinzas se sujetan correctamente en bornes tanto montados en la parte superior de la batería como en los laterales. Las pinzas de mejor calidad se fabrican de cobre macizo, siendo las peores de materiales como acero cubierto de cobre. Los cables de arranque están marcados con terminales de color negro para los conectores negativos y rojo para los positivos, representando las dos polaridades del sistema de corriente continua de un automóvil. Intercambiar las polaridades causará un cortocircuito, y por consiguiente, un riesgo para las personas y daños a uno o ambos automóviles, posiblemente incluyendo fusibles eléctricos y circuitos integrados fundidos. Los manuales de instrucciones recomiendan conectar primero el cable negativo, negro, y desconectarlo el primero, dado que de otra forma la batería puede ser cortocircuitada por la herramienta usada para aflojar los terminales. Conectar el cable positivo, rojo, mientras que el negro ya está conectado puede provocar una chispa que haga explotar la batería.

## Limitaciones
El hacer funcionar una batería de plomo-ácido puede, en caso de sobrecarga, producir gas hidrógeno inflamable por la electrólisis del agua que se crea en su interior. El procedimiento para arrancar un coche con pinzas se suele encontrar en el manual del propietario del vehículo. La secuencia recomendada de las conexiones está pensada para reducir las probabilidades de cortocircuitar accidentalmente la batería cargada o de hacer explotar el gas hidrógeno que la rodea. Los manuales del propietario de cada vehículo muestran los lugares preferidos para la conexión de los cables, ya que por ejemplo, algunos tienen la batería emplazada bajo un asiento o pueden tener incorporado un terminal especialmente diseñado para tal efecto en el hueco del motor.
Los automovilistas pueden salir seriamente dañados por la explosión de una batería. Según un estudio realizado en 1994 en los Estados Unidos de América por la National Highway Traffic Safety Association se estimó que unas 442 personas resultaron heridas por baterías que explotaron mientras intentaban realizar un arranque con pinzas.
La corriente suministrada por el vehículo de apoyo cargará la batería gastada. Hacen falta varios minutos para que se traspase la energía necesaria para permitir el arranque del motor. Si las conexiones están bien hechas y los cables tienen una buena sección, El vehículo de apoyo también suministrará parte de la energía necesaria para hacer girar al motor de arranque. En un caso extremo, es posible hacer arrancar un vehículo sin batería si los cables utilizados tienen la suficiente capacidad. La corriente que se necesita para hacer tal cosa es suficientemente intensa como para dañar unos cables de baja calidad por sobrecalentamiento; la resistencia eléctrica de un cable delgado es mayor que la de un cable grueso, y la resistencia disipa la energía eléctrica en calor.
Si la carcasa de la batería descargada está rota, o dicha batería tiene un nivel de electrolitos demasiado bajo, o se encuentra congelada, un arranque con pinzas no la devolverá a su funcionamiento correcto. Un arranque con pinzas solo es efectivo en caso de una batería descargada, y no resolverá problemas como la falta de combustible, una batería rota u otros problemas mecánicos. Incluso después de un arranque exitoso puede que el vehículo no sea capaz de llevar un funcionamiento correcto si la razón de que la batería esté gastada es que el sistema de recarga esté dañado. La pérdida de voltaje de la batería del automóvil tiene amplios efectos dañinos, que varían entre una trivial pérdida de las emisoras presintonizadas en la radio hasta una significativa pérdida de seguridad o de parámetros de control del motor.

## Motocicletas
Muchas motocicletas (y coches) antiguas tienen sistemas de 6 voltios y no pueden ser arrancados con seguridad con pinzas desde un vehículo moderno, pero otros diseños más recientes con sistemas de 12 voltios pueden ser arrancados con la ayuda de un coche o un camión también a 12 V. A diferencia del proceso de arrancado de un coche, cuando se arranca una moto de esta manera, el coche que provea la fuerza eléctrica debe tener el motor parado para evitar la sobrecarga en los sistemas eléctricos de la motocicleta como quemar los fusibles o dañar el sistema electrónico. Además, las baterías para automóvil suelen dar suficiente potencia para arrancar una motocicleta sin ayuda del alternador. La alternativa se encuentra en intentar arrancar la motocicleta a base de empujarla.

## Alternativas a las pinzas de arranque

### Toma de mechero
Una alternativa al uso de las tradicionales pinzas de arranque es interconectar las salidas de 12 voltios de las tomas de mechero de los dos vehículos. Si bien es cierto que esto elimina las posibilidades de realizar interconexiones erróneas y la generación de arcos eléctricos cerca de los terminales de la batería, la cantidad de corriente disponible a través de una conexión así es pequeña. Este método funciona haciendo recargar la batería gastada lentamente, no ofreciendo la corriente necesitada para realizar el arranque. No se debe intentar arrancar el motor debido a que el consumo del motor de arranque haría fundir el fusible de la toma de mechero. Muchos vehículos desconectan este terminal al quitar el contacto, haciendo esta técnica inútil a no ser que la llave esté girada para permitir funcionar a los accesorios o en posición para que se conecte la toma a la batería.

### Potenciador de baterías
Una batería portátil, equipada con cables y su respectivo cargador, puede ser usado de manera parecida a la batería instalada en otro vehículo.
Estos aparatos, además, pueden estar equipados con un detector de polaridad de la batería gastada; que entra en funcionamiento antes de enviar la potencia al vehículo para arrancarlo, eliminando el riesgo de los daños que puedan surgir de invertir la polaridad.

### Cargador de baterías
Los motoristas y los talleres a veces disponen de un cargador de baterías portátil que funciona a corriente alterna. también existen otros cargadores de pequeño tamaño cuya intención es simplemente mantener la carga en un vehículo estacionado, pero uno de grandes dimensiones es capaz de introducir suficiente carga en el acumulador para arrancar en unos minutos. Los cargadores pueden ser estrictamente manuales, o pueden incluir controles para variar el voltaje y los tiempos de carga. Algunos cargadores están equipados con una configuración que ofrece una potencia extra capaz de suministrar suficiente energía al vehículo para encender su motor. Los cargadores que apliquen un voltaje excesivo, como 16 V en una batería tasada a 12 voltios, provocarán una alta emisión de gas hidrógeno desde la batería y podría dañarla. Una batería puede ser recargada sin desmontarla del vehículo, aunque en una situación típica en la carretera, lo más normal es que no haya una toma de corriente cercana.

### Empuje de partida
Un vehículo con una transmisión manual se puede iniciar por empuje. Esto requiere precaución mientras se empuja el vehículo y puede requerir la asistencia de varias personas. Si la batería del vehículo no puede proporcionar alimentación al sistema de encendido, el empuje inicial será ineficaz. La mayoría de los vehículos con transmisión automática no se pueden iniciar de esta manera debido a que el convertidor de par hidráulico en la transmisión no permitirá que el motor sea accionado por las ruedas.
Las futuras posibilidades incluyen pinzas de sistemas de frenado regenerativo para abrazar un salto de inicio cuando sea necesario.

## Problema de Voltaje
Anteriormente, especialmente en los climas fríos, algunos arranques de emergencia se realizaron con dos baterías conectadas en serie para proporcionar 24 voltios a un motor de arranque de 12 voltios. Sin embargo, dicha sobretensión puede causar daños graves y costosos para los sistemas electrónicos de los automóviles modernos y nunca debrían aplicarse .
Los vehículos pesados como camiones grandes, equipos de excavación, o vehículos con motores diesel pueden usar sistemas eléctricos de 24 voltios. Estos no pueden ser impulsadas desde un vehículo de motor de 12 voltios y no deben ser utilizados para impulsar un vehículo de motor de 12 voltios.
Coches antiguos pueden tener sistemas eléctricos de 6 voltios, o pueden conectar el terminal positivo de la batería al chasis. Los métodos destinados a aumentar de 12 voltios, vehículos de tierra negativo, no se pueden utilizar en tales casos.
Vehículos de pasajeros con sistemas eléctricos de 42 voltios tampoco deberían usarse nunca para "reforzar " otros vehículos, asistencia profesional sería necesaria para evitar graves daños al vehículo y posibles lesiones personales. Los vehículos híbridos pueden tener un muy pequeño sistema de batería de 12 voltios inadecuados para el aprovisionamiento de la gran cantidad de corriente requerida para impulsar un vehículo convencional. [ Cita Requerida ] Sin embargo, como el sistema de 12 voltios de un vehículo híbrido solo se requiere para poner en marcha el control sistema del vehículo, una pequeña batería portátil puede impulsar con éxito un híbrido que ha descargado accidentalmente su sistema de 12 voltios así como la batería de propulsión principal. Sin embargo, los vehículos con sistemas de tensión híbridos a veces compensan la disparidad de tensión en algunos vehículos ( conmutada 12V/24V, aunque en camiones diesel puede carecer de dicha prestación).

## Vehículos militares

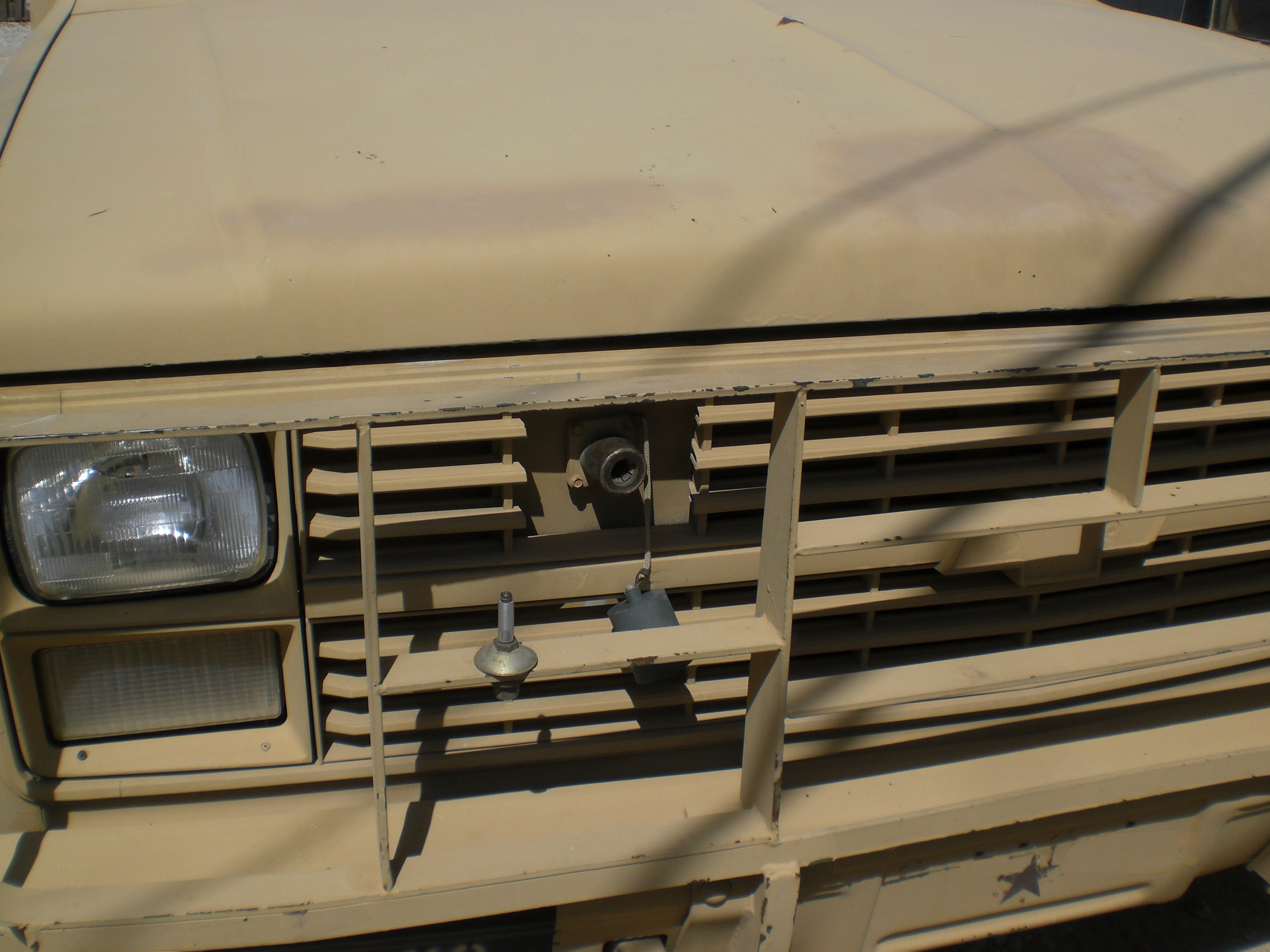
Receptáculo esclavo en un CUCV Chevrolet.

Conocido en el argot militar como "arranque esclavo", el procedimiento del arranque con pinzas ha sido simplificado para vehículos militares. Los vehículos tácticos usados por los ejércitos de la OTAN poseen sistemas eléctricos que funcionan a 24 voltios y, de acuerdo con la STANAG 4074, tienen receptáculos esclavos estandarizados para una conexión rápida y fácil. Se enchufa un cable esclavo en el receptáculo de los dos vehículos, y el vehículo inoperativo es arrancado con el motor del otro vehículo funcionando.